# Sint-Jozefskerk (Rapertingen)

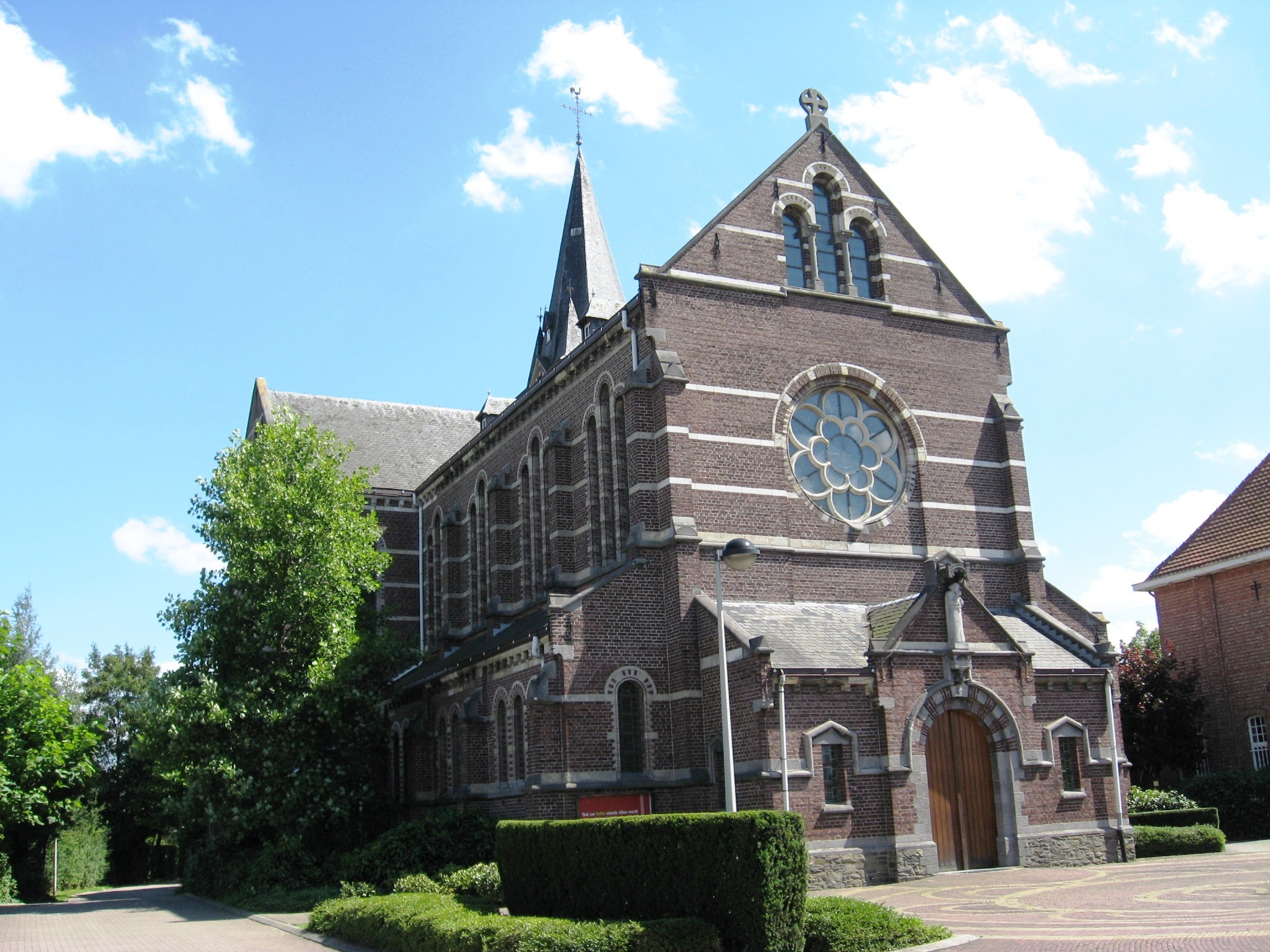
Sint-Jozefskerk

De Sint-Jozefskerk is de parochiekerk van Rapertingen, gelegen aan de Luikersteenweg.

## Geschiedenis
In 1911 werd beslist om deze kerk te bouwen. Zo zou een nieuwe wijk van Hasselt, met ongeveer 700 inwoners, ontstaan. In 1914 begon de bouw, maar door het uitbreken van de Eerste Wereldoorlog werd het werk gestaakt. Pas in 1926 werd de kerk ingewijd.
Het betreft een neoromaanse kruisbasiliek, gebouwd in baksteen met natuurstenen speklagen. Het gebouw heeft een ingebouwde zuidoostelijke toren, die geflankeerd wordt door een ronde traptoren. Het ingangsportaal heeft een schilddak en ook is er een opvallend roosvenster boven het portaal.
De oorspronkelijke architecten waren Hyacinth Martens en Vincent Lenerz. Martens stierf echter in 1919 en Lenerz in 1924, zodat uiteindelijk Jos Deré voor de voltooiing zorg heeft gedragen.
In 1966 werden muurschilderingen aangebracht door Rik Verelst.
Van 2006-2009 en vooral na 2012 werden grondige restauratiewerkzaamheden uitgevoerd.

## Opmerking
Sommige bronnen noemen het jaar 1869 als bouwjaar. Dit is echter foutief.